# Ilha de Valentia
A ilha de Valentia (em inglês:  Valentia Island, em irlandês:  Dairbhre) é uma ilha situada a oeste da Irlanda, no extremo da península de Iveragh (no Condado de Kerry), sendo um dos lugares habitados mais ocidentais das Ilhas Britânicas. Integra a província de Munster e comunica com o resto da República da Irlanda através de uma ponte situada em Portmagee, e através de um ferry que liga Reenard Point a Knightstown, a principal povoação da ilha. A população permanente da ilha é de cerca de 650 habitantes, e a sua extensão é de cerca de 11 km de comprimento por 3 km de largura, com 25,7 km2 de área.